# Volta a Espanya de 1946
La Volta a Espanya de 1946 fou la 6a edició de la Volta a Espanya i es disputà entre el 7 i el 30 de maig de 1946, amb un recorregut de 3.836 km dividits en 21 etapes, dues d'elles dividides en dos sectors. L'inici i final de la cursa fou a Madrid. 48 corredors van prendre la sortida: 32 espanyols, 6 neerlandesos, 5 portuguesos i 5 suïssos, finalitzant la cursa 29 d'ells.
El vencedor de la cursa fou l'espanyol Dalmacio Langarica amb més de 17 minuts sobre l'immediat perseguidor, Julián Berrendero. Amb tot la victòria no fou fàcil, ja que en acabar la cinquena etapa Manuel Costa es posà líder amb més de 22 minuts d'avantatge sobre els principals favorits. Tot i l'enorme diferència Langarica i Berrendero van anar reduir les diferències fins que Langarica passà a liderar la cursa a la fi de la 16a etapa i mantenint-se al capdavant fins a la fi de la cursa a Madrid.
Sols tres etapes no foren guanyades per ciclistes espanyols. Delio Rodríguez i Dalmacio Langarica en van aconseguir cinc cadascun. Emilio Rodríguez fou el vencedor de la classificació de la muntanya.

## Etapes
| Etapa | Dia        | Recorregut                      | Km       | Guanyador                       | Líder                    |
| ----- | ---------- | ------------------------------- | -------- | ------------------------------- | ------------------------ |
| 1a    | 7 de maig  | Madrid - Salamanca              | 212      | Joaquín Olmos (ESP)             | Joaquín Olmos (ESP)      |
| 2a A  | 8 de maig  | Salamanca - Béjar               | 73 (CRI) | Miquel Gual                     | Antonio Martín (ESP)     |
| 2a B  | 8 de maig  | Béjar - Càceres                 | 141      | Francisco Antonio Andrés Sancho | Dalmacio Langarica (ESP) |
| 3a    | 9 de maig  | Càceres - Badajoz               | 132      | Ignacio Orbaiceta (ESP)         | Dalmacio Langarica (ESP) |
| 4a    | 10 de maig | Badajoz - Sevilla               | 218      | Julián Berrendero (ESP)         | Delio Rodríguez (ESP)    |
| 5a    | 12 de maig | Sevilla - Granada               | 251      | Jan Lambrichs (NED)             | Manuel Costa (ESP)       |
| 6a    | 13 de maig | Granada - Baza                  | 107      | Dalmacio Langarica (ESP)        | Manuel Costa (ESP)       |
| 7a    | 14 de maig | Baza - Múrcia                   | 178      | João Lourenço (POR)             | Manuel Costa (ESP)       |
| 8a    | 15 de maig | Múrcia - València               | 264      | Alejandro Fombellida (ESP)      | Manuel Costa (ESP)       |
| 9a A  | 17 de maig | València - Castelló de la Plana | 67 (CRI) | Jan Lambrichs (NED)             | Manuel Costa (ESP)       |
| 9a B  | 17 de maig | Castelló de la Plana - Tortosa  | 123      | Alejandro Fombellida (ESP)      | Manuel Costa (ESP)       |
| 10a   | 18 de maig | Tortosa - Barcelona             | 215      | Dalmacio Langarica (ESP)        | Manuel Costa (ESP)       |
| 11a   | 19 de maig | Barcelona - Lleida              | 162      | Delio Rodríguez (ESP)           | Manuel Costa (ESP)       |
| 12a   | 20 de maig | Lleida - Saragossa              | 144      | Delio Rodríguez (ESP)           | Manuel Costa (ESP)       |
| 13a   | 21 de maig | Saragossa - Sant Sebastià       | 276      | Delio Rodríguez (ESP)           | Manuel Costa (ESP)       |
| 14a   | 23 de maig | Sant Sebastià - Bilbao          | 207      | Dalmacio Langarica (ESP)        | Manuel Costa (ESP)       |
| 15a   | 24 de maig | Bilbao - Santander              | 226      | Delio Rodríguez                 | Manuel Costa (ESP)       |
| 16a   | 25 de maig | Santander - Reinosa             | 110      | Dalmacio Langarica (ESP)        | Dalmacio Langarica (ESP) |
| 17a   | 26 de maig | Reinosa - Gijón                 | 204      | Delio Rodríguez (ESP)           | Dalmacio Langarica (ESP) |
| 18a   | 27 de maig | Gijón - Oviedo                  | 53 (CRI) | Dalmacio Langarica (ESP)        | Dalmacio Langarica (ESP) |
| 19a   | 28 de maig | Oviedo - Lleó                   | 119      | Julián Berrendero (ESP)         | Dalmacio Langarica (ESP) |
| 20a   | 29 de maig | Lleó - Valladolid               | 134      | Alejandro Fombellida (ESP)      | Dalmacio Langarica (ESP) |
| 21a   | 30 de maig | Valladolid - Madrid             | 200      | Julián Berrendero (ESP)         | Dalmacio Langarica (ESP) |

## Classificacions finals

### Classificació general
| Classificació General | Classificació General       | Classificació General | Classificació General |
| Pos.                  | Ciclista                    | Equip                 | Temps                 |
| --------------------- | --------------------------- | --------------------- | --------------------- |
| 1                     | Dalmacio Langarica (ESP)    |                       | 137h 10' 38"          |
| 2.                    | Julián Berrendero (ESP)     |                       | + 17' 32"             |
| 3.                    | Jan Lambrichs (NED)         |                       | + 23' 54"             |
| 4.                    | Manuel Costa (ESP)          |                       | + 24' 19"             |
| 5.                    | Delio Rodríguez (ESP)       |                       | + 45' 04"             |
| 6.                    | Alejandro Fombellida (ESP)  |                       | + 46' 09"             |
| 7.                    | Antonio Andrés Sancho (ESP) |                       | + 1h 00' 10"          |
| 8.                    | Emilio Rodríguez (ESP)      |                       | + 1h 03' 45"          |
| 9.                    | José Gutiérrez (ESP)        |                       | + 1h 18' 48"          |
| 10.                   | João Rebelo (POR)           |                       | + 1h 53' 37"          |

### Classificació de la muntanya
|   | Ciclista                 | Equip | Punts |
| - | ------------------------ | ----- | ----- |
| 1 | Emilio Rodríguez (ESP)   |       | 39    |
| 2 | Dalmacio Langarica (ESP) |       | 35    |
| 3 | Julián Berrendero (ESP)  |       | 14    |